# Anatoli Mushyk
Anatoli Mushyk –en ucraniano, Анатолій Мушик– (11 de agosto de 1981) es un deportista ucraniano que compitió en halterofilia.
Ganó una medalla de bronce en el Campeonato Europeo de Halterofilia de 2004, en la categoría de 94 kg. Participó en los Juegos Olímpicos de Atenas 2004, ocupando el octavo lugar en la misma categoría.

## Palmarés internacional
| Campeonato Europeo | Campeonato Europeo | Campeonato Europeo | Campeonato Europeo |
| Año                | Lugar              | Medalla            | Categoría          |
| ------------------ | ------------------ | ------------------ | ------------------ |
| 2004               | Kiev (Ucrania)     | Medalla de bronce  | 94 kg              |